# Kämpferischster Fahrer (Tour de France)

Goldene Rückennummer (Männer seit 2023)
Grüne Rückennummer (Frauen seit 2024)
Rote Rückennummer (Frauen bis 2023/Männer bis 2022)

Kämpferischster Fahrer ist eine in den Straßenradrennen Tour de France und Tour de France Femmes vergebene Auszeichnung. Sie wird an einen Fahrer bzw. eine Fahrerin als Würdigung des gezeigten Kampf- und Sportsgeists vergeben (frz.: „Prix de la combativité du Tour de France“).
Eingeführt wurde die Wertung 1959. Während der Rundfahrt konnten die Fahrer Punkte sammeln, die, am Ende addiert, den Sieger dieser Wertung ergaben. Allerdings war während der Etappen nicht kenntlich, wer in der Rangliste zur Auszeichnung für den „Preis für den kämpferischsten Fahrer“ in Führung lag. Zudem wurde der Preis bis zur Tour 1980 mehrfach nicht vergeben, seitdem jährlich.
Im Jahr 2003 wurde der Modus geändert: Seit der Tour 2003 startete jeden Morgen der kämpferischste Fahrer des Vortags mit der Roten Rückennummer in die neue Etappe. Seit der Tour de France 2023 wird eine Goldene Rückennummer vergeben. Bei den Frauen war die Rückennummer bis 2023 weiterhin rot, wurde jedoch 2024 durch die Grüne Rückennummer ersetzt.
Die Auszeichnung ist die einzige bei der Tour, die durch eine Fachjury ermittelt wird. Die Jury, bestehend aus acht Mitgliedern (darunter Sportler, Rennleiter und Journalisten), entscheidet nach jeder Etappe (Einzelzeitfahren und Mannschaftszeitfahren ausgenommen), welcher der Fahrer den besten Kampfgeist gezeigt hat. Der Preis wird dem Fahrer nach der Etappe auf dem offiziellen Podium überreicht. Am Ende der Tour wird der kämpferischste Fahrer der gesamten Tour von der Jury bestimmt.
Rekordsieger in dieser Kategorie sind Bernard Hinault, Eddy Merckx und Richard Virenque mit jeweils drei Siegen. Einziger deutscher Sieger war bislang Rudi Altig (1966), Sieger aus der Schweiz waren Serge Demierre (1983) und Marc Hirschi (2020).
Auf der 9. Etappe der Tour de France 2011 erhielten mit Johnny Hoogerland und Juan Antonio Flecha zwei Fahrer die Rote Rückennummer, nachdem sie durch ein Begleitfahrzeug zu Sturz gekommen waren. Nach der 16. Etappe der Tour de France 2016 wurden Julian Alaphilippe und Tony Martin gemeinsam mit der Roten Rückennummer ausgezeichnet. Die beiden Fahrer von der Mannschaft Etixx-Quick Step führten über 170 Kilometer das Rennen an.

## Sieger Prix de la combativité

### Tour de France
- 1959  Gérard Saint
- 1960 nicht vergeben
- 1961 nicht vergeben
- 1962 nicht vergeben
- 1963  Rik Van Looy
- 1964 nicht vergeben
- 1965  Felice Gimondi
- 1966  Rudi Altig
- 1967  Désiré Letort
- 1968  Roger Pingeon
- 1969  Eddy Merckx
- 1970  Eddy Merckx
- 1971 nicht vergeben
- 1972  Cyrille Guimard
- 1973  Luis Ocaña
- 1974  Eddy Merckx
- 1975 nicht vergeben
- 1976  Raymond Delisle
- 1977  Gerrie Knetemann
- 1978 nicht vergeben
- 1979 nicht vergeben
- 1980  Christian Levavasseur
- 1981  Bernard Hinault
- 1982  Régis Clère
- 1983  Serge Demierre
- 1984  Bernard Hinault
- 1985  Maarten Ducrot
- 1986  Bernard Hinault
- 1987  J.-F. Bernard
- 1988  Steven Rooks
- 1989  Laurent Fignon
- 1990  Eduardo Chozas
- 1991  Claudio Chiappucci
- 1992  Claudio Chiappucci
- 1993  Massimo Ghirotto
- 1994  Eros Poli
- 1995  Hernán Buenahora
- 1996  Richard Virenque
- 1997  Richard Virenque
- 1998  Jacky Durand
- 1999  Jacky Durand
- 2000  Erik Dekker
- 2001  Laurent Jalabert
- 2002  Laurent Jalabert
- 2003  Alexander Winokurow
- 2004  Richard Virenque
- 2005  Óscar Pereiro
- 2006  David de la Fuente
- 2007  Amets Txurruka
- 2008  Sylvain Chavanel
- 2009  Franco Pellizotti
- 2010  Sylvain Chavanel
- 2011  Jérémy Roy
- 2012  Chris Anker Sørensen
- 2013  Christophe Riblon
- 2014  Alessandro De Marchi
- 2015  Romain Bardet
- 2016  Peter Sagan
- 2017  Warren Barguil
- 2018  Daniel Martin
- 2019  Julian Alaphilippe
- 2020  Marc Hirschi
- 2021  Franck Bonnamour
- 2022  Wout van Aert
- 2023  Victor Campenaerts
- 2024  Richard Carapaz
- 2025  Ben Healy

### Tour de France Femmes
- 2022  Marianne Vos
- 2023  Yara Kastelijn
- 2024  Demi Vollering